# Priscila Machado
Priscila Machado (4 de enero de 1986, Canoas, RS, Brasil) es una modelo y reina de belleza representante de Brasil a Miss Universo 2011, siendo ella la Anfitriona

## Inicio
Priscilla comenzó su carrera en 2001 en el año cuestionario, cuando ganó un concurso de pormovido por Donna Magazine y como premio, en la portada de uno de sus temas.,
En 2007, se unió a los concursos de belleza, ganando el 2008 Miss Canoas, un título que le dio el derecho a competir en el Miss Rio Grande do Sul en 2008, que fue una de las quince semifinalistas. En 2009, regresó a la competición de este momento la señorita Porto Alegre en 2010, que ocupa el segundo lugar. Con esta colocación, teniendo en cuenta el derecho de representar a la ciudad de los uruguayos de Miss Rio Grande do Sul 2010. Al final del torneo estatal, Prisila fue uno de los cinco finalistas, terminando cuarto.
En 2010, Prisila fue a probar suerte en otro estado, el de Río de Janeiro, donde fue elegida Miss Río de Janeiro 2010, el representante oficial de la capital del estado a la señorita Estado de Río de Janeiro ese mismo año. El concurso, el estado fue uno de los ocho semifinalistas.

## Reinados

### Miss Rio Grande do Sul 2011
De regreso a Río Grande do Sul, con 24,  intentó por tercera vez,  consagrarse la mujer más bella de dicho estado. En la final del 4 de diciembre de 2010, Priscilla, quien representó a la ciudad de Farroupilha, ganó el concurso de Miss Rio Grande do Sul en 2011, ganando el derecho de representar a su estado en el Miss Brasil 2011.

### Miss Brasil 2011
Priscilla no ha venido a Miss Brasil  2011 como uno de los favoritos para el título. Pero en la final celebrada el 23 de julio de avanzada para la selección de gaucho y se coronó como la mujer más bella del país de ganar el título undécimo de Rio Grande do Sul y ampliar la ventaja de que el Estado como el mayor ganador en la historia del concurso. El segundo lugar fue para la señorita Bahía, Gabriella Rocha, y el tercer lugar fue para la señorita Acre, Danielle Knidel.

### Miss Universo 2011
Con el título de Miss Brasil 2011, Rio Grande do Sul Priscilla Machado recibió el derecho de representar al país en Miss Universo 2011.  Priscilla, además, fue la anfitrióna del concurso, ya que, por primera vez en su historia, el certamen de Miss Universo se llevó a cabo en Brasil, en São Paulo, el 12 de septiembre, en dicho certamen logró la posición de 2.ª finalista. La Posición de Priscilla en Miss Universo 2011 fue positiva.
| Predecesor: Débora Lyra      | Miss Brasil 2011                   | Sucesor: Gabriela Markus |
| Predecesor: Bruna Jaroceski  | Miss Rio Grande do Sul 2011        | Sucesor: Gabriela Markus |
| Predecesor: Jesinta Campbell | 2° Finalista en Miss Universo 2011 | Sucesor: Irene Esser     |